# Joseph Lavallée
Pour les articles homonymes, voir Lavallée.
Louis Joseph Lavallée, marquis de Boisrobert, né le 23 août 1747 à Dieppe et mort le 28 février 1816 à Londres, est un homme de lettres  polygraphe français.

## Biographie
De parents nobles, le marquis de Boisrobert embrassa jeune la profession des armes, et fut capitaine au régiment de Champagne, infanterie. Parce qu’il était homosexuel, sa famille le fit enfermer, sous l’Ancien Régime, par lettre de cachet, à la Bastille dont il ne sortit qu’à la Révolution. Indigné de la sévérité de ses parents, il cessa alors de porter leurs noms et se fit roturier sous le nom de « Lavallée »,.
Il adopta avec chaleur les nouveaux principes politiques de la Révolution et fut depuis successivement capitaine au régiment de Bretagne, infanterie. Cultivant avec quelque succès, la poésie légère, dans ses loisirs, il ne tarda pas à se distinguer parmi les jeunes poètes, soutiens ordinaires de l’Almanach des Muses et des autres recueils périodiques. Voulant ensuite s’essayer dans le genre du roman, l’accueil que reçurent les premiers qu’il publia, décida sans retour sa vocation pour les lettres. Ayant donné sa démission, il s’établit à Paris, et devint bientôt l’un des membres les plus laborieux du Musée national, ensuite de l’Athénée, puis de la Société philotechnique, dont il fut longtemps le secrétaire perpétuel.
Lavallée joignait à beaucoup d’esprit naturel une instruction solide et variée : il parlait la plupart des langues européennes, et avait fait une étude approfondie de la théorie des arts. Ayant le travail facile, il concourut à la rédaction d’un grand nombre d’ouvrages, tels que le Voyage dans les départements de la France, par Brion, 1792-94, 13 ou 14 vol. in-8° ; les Annales de statistique ; le Cours historique et élémentaire de peinture, par Filhol, 1804 et ann. suiv., etc. Il créa également Les Semaines critiques ou les gestes de l’an 5 (4 vol. in-8°), journal rare et piquant de 33 numéros formant 4 vol., publié sous le pseudonyme de « Nantivel », qui fut proscrit à l’époque du 18 fructidor. Lavallée avait aussi concouru, à cette époque, à la rédaction de la Quotidienne mais il s’en cachait avec beaucoup de soin car ses opinions étaient en général fort différentes de celles de ce journal royaliste. Il a été corédacteur du Journal des arts, des sciences et de la littérature (1800), le rédacteur principal du Journal des défenseurs de la patrie (1802).
Indépendamment de ses publications, Lavallée était encore auteur, de beaucoup de pièces imprimées dans l’Almanach des Muses et autres recueils, et d’une foule d’Odes, d’Épitres et de fragments en prose et en vers, lues au sein de la Société philotechnique et des sociétés littéraires de Paris dont il était membre, lesquelles ne paraissent pas avoir été imprimées, d’une dizaine de pièces de théâtre, dont plusieurs ont été représentées, mais non imprimées ; l’un des rédacteurs des Annales statistiques (1802) ; l’auteur (en société avec son fils) du texte explicatif du Cours historique et élémentaire de peinture, ou Galerie complète du Musée Napoléon, publiée par Filhol (1803 et ami, suiv.) depuis la dixième livraison jusqu’à la dernière : les neuf précédentes ont été rédigées par Caraffe ; de la préface, des arguments et des notices historiques (en français) de Gesta navali della monarchia inglese dal Grande Alfredo sino a questi ultimi tempi, poema (in 50 canti) di St. Eg. Fetronj (Londra, 1814, 2 vol. in-4). Les notes placées à la suite de chaque chant sont très étendues. Lavallée a rédigé le Discours préliminaire de l’Histoire du couronnement de Napoléon, par Dusaulchoy (Paris, Debrar, an XIII, in-8°).
Lavallée a laissé, en outre, deux poèmes inédits : l’Art théâtral et les Saisons. D’après le chant de l’été de ce dernier poème, J.-H. Rosny n’hésitait pas à placer l’auteur à côté de Delille et de Thomson. « Ce sera, continue-t-il, au public à juger s’il ne leur est pas supérieur. »
Lors de la création de l'ordre de la Légion d'honneur, ou peu de temps après, il obtint le poste de chef du bureau des titres à la Grande chancellerie . Il était également membre de la Société libre des sciences, lettres et arts, de celle des amis des arts, de celle des belles-lettres de Paris, de celle d’agriculture et beaux-arts du département de Seine-et-Marne, correspondant de la Société des sciences de Göttingen. Ayant perdu sa place à la chute de Napoléon, la Restauration le contraignit à s'expatrier vers une contrée plus accueillante pour ceux de son caractère : il se retira à Londres, où il termina son existence.
Franc-maçon d'ancien régime, il fut le 1er vénérable maître de la Loge maçonnique des « Commandeurs du Mont-Thabor », dont le Comte de Lacépède,  le Grand Chancelier de l'Ordre, sera le vénérable d'honneur.
Il était le père de Louis-Antoine Lavallée (1768-1818), qui se fit appeler « Athanase Lavallée » après le début de la Révolution car ses deux prénoms rappelaient ceux du roi et de la reine. Il a été secrétaire du musée Napoléon et temporairement son directeur après la démission de Vivant Denon avant d’être obligé de quitter cette fonction avant la nomination du comte Louis de Forbin en 1816.
Son petit-fils Joseph Lavallée (1801-1878) fut un écrivain cynégétique.

## Publications
- Les Bas-reliefs du dix-huitième siècle, avec des notes, Londres [Paris], 1786, in-8°.
- Confession de l’année 1785, Paris, 1786, in-18. .
- Les Adieux du quai de Gèvre à la bonne ville de Paris, Paris, 1787, in-8°.Cet ouvrage est attribué à Lavallée.
- Cécile, fille d’Achmet III, empereur des Turcs, née en 1710, Paris, Buisson, 1788, 2 vol. in-12.Ce roman a connu plusieurs éditions.
- Discours d’un philosophe à la Nation française, la veille de l’ouverture des États-Généraux, ou le Ralliement des trois ordres, Paris, 1789, in-8°, 42 p.
- Le nègre comme il y a peu de blancs, Madras et Paris, Buisson, 3 vol. in-12, ou 3 vol. in-18.Ce roman plein de talent et d’intentions philanthropiques est l’œuvre qui a laissé le nom de Lavallée à la postérité.
- Le Serment civique, ou les Lorrains patriotes, pièce en un acte, Nancy, F. Bachot, 1790, in-8°.
- Les Dangers de l’intrigue, Paris, 1790, in-12.
- Tableau philosophique du règne de Louis XIV, ou Louis XIV jugé par un Français libre, Strasbourg, Am. Kœnig, 1791, in-8°.
- La Vérité rendue aux lettres par la liberté ; ou de l’importance de l’amour de la vérité dans l’homme de lettres, Strasbourg, Am. Kœnig, 1791, in-8°, 335 p.
- Voyage dans les départements de la France, par une société d’artistes et de gens de lettres, enrichi de tableaux géographiques et d’estampes : Département de la Seine-Inférieure ; Paris, Brion, 1792, in-8° de 32 p., avec carte et pl. — De l’Eure ; Paris, le même, 1793, in-8° de 40 p. — Du Calvados ; Paris, id., 1792, in-8° de 44 p. — De l’Orne ; Paris, id., 1793, in-8° de 44 p. — De la Manche ; Paris, id., 1793, in-8° de 36 p., Paris, Brion, 1792-1800, 13 vol. in-8°.Cet ouvrage, dont Lavallée a rédigé la partie du texte, L. Brion la partie du dessin et L. Brion père la partie géographique, a été rédigé avec précipitation et publié par cahiers, dont la plupart parurent en 1793 et 1794, contient plusieurs erreurs matérielles, se fait remarquer par lesprit d’exagération qui rappelle l’époque révolutionnaire où elles ont été écrites.
- Le Départ des volontaires villageois pour les frontières, comédie en un acte, Lille, Deperne, 1793, in-18.
- Manlius Torquatus, ou la Discipline romaine, tragédie en vers en 3 actes jouée sur le théâtre des arts, en 1795, Paris, [s.n.], an II, in-8°.
- Semaines critiques, ou les Gestes de l’an V, Paris, 1797, 33 numéros in-8°.
- Les Dangers de l’intrigue, roman nouveau, Paris, Lavillette et comp., an VI, 4 vol. in-12.
- Poème sur les tableaux d’Italie. Paris, 1798, in-8°.
- Éloge de Wailly, architecte, Paris, Dubray, an VII, in-8° [6].Cet éloge a été lu à la Société philotechnique.
- Éloge du général Joubert. Paris, 1800, in-8°.Cet éloge a été lu à la Société philotechnique.
- Voyage historique et pittoresque de l’Istrie et de la Dalmatie, rédigé d’après l’itinéraire de Cassas, Paris, 1802, grand in-fol..Cet ouvrage est d’une belle exécution ; il en a été tiré des exemplaires en papier vélin.
- Lettres d’un Mameluck, Paris, Capelle, 1803, in-8°.Elles encourent, dit Chénier, le reproche d’oser rappeler les formes d’un chef-d’œuvre inimitable de Montesquieu ; mais le Mameluck Giesid n’en montre pas moins beaucoup de gaieté, de sens et d’esprit. » (Tableau de la littérature française)
- Poème épique sur les exploits de N. Bonaparte, trad. du grec moderne, 1803.
- Voyages au Cap Nord, par Giuseppe Acerbi, traduction avec Petit-Radel, Paris, 1804, 3 vol. in-8°.
- Annuaire de la Légion d’honneur pour l’an XIII, avec Pérotte, Paris, 1805, in-8°. .
- Grand Rapport fait à M. Pitt par le Marsouin sur son voyage à Paris, Paris, 1806, br. in-8°.
- Annales nécrologiques de la Légion d’honneur, ou Notices sur la vie, les actions d’éclat, les services militaires et administratifs, les travaux scientifiques et littéraires des membres de la Légion d’honneur décédés depuis l’origine de cette institution ; dédiées à S. M. l’Empereur, etc., rédigées d’après des Mémoires authentiques. Paris, F. Buisson, 1807, in-8° avec 15 portraits.Cet ouvrage devait être continué pour chaque année, mais il n’a paru que ce volume qui a été reproduit en 1811.
- Histoire des inquisitions religieuses d’Italie, d’Espagne et de Portugal, depuis leur origine, Paris, Cappelle et Renand, 1809, 2 vol. in-8° avec 6 gravures, fig.Cet ouvrage n’est guère qu’une compilation tirée des ouvrages de Marsollier, de Dellon, etc.
- Ode lue le 12 janvier 1814 au banquet de la loge maçonnique de la Trinité, Paris, P. Didot ainé, 1814, in-4°, 4 p.
- La Nature et les Sociétés, ou Ariane et Gualther, Paris, Cogez, 1815, 4 vol. in-12.Ouvrage reproduit l’année suivante sous le titre de l’Orpheline abandonnée dans l’ile déserte, ou la Nature et les Sociétés, Paris, Corbet.
- Éloge de Lemierre, poète.Cet éloge a été lu à la Société philotechnique.
- Éloge historique du général Desaix, tué à la bataille de Marengo ; lu à la séance publique de la Société philotechnique, le 20 fructidor an vue. Paris, de l’imp. des sciences et arts, vend., an IX, in-8°, 53 p.
- Éloge historique du général Marceau, mort de ses blessures à 27 ans, à Altenkirchen, le cinquième jour complémentaire de l’an IV, Paris, de l’impr. des amis réunis, an VI (1797), in-8°, 52 p.Le premier volume de la « Galerie des hommes illustres » (1796, in-4°) renferme trois autres éloges par Lavallée, de Léon X, de François 1er et de Pierre-le-Grand.
- Histoire de l’origine, des progrès et de la décadence des diverses factions révolutionnaires qui ont agité la France depuis 1789 jusqu’à la seconde abdication de Napoléon, Londres, Murray, 1816, 3 vol. in-8°.Ouvrage posthume.
- Galerie du musée Napoléon en 10 volumes publiés par Antoine-Michel Filhol ; t. 1 Texte ; t. 2 Texte ; t. 3 Texte ; t. 4 Texte ; t. 5 Texte ; t. 6 Texte ; t. 7 Texte ; t. 8 Texte ; t. 9 Texte ; t. 10 Texte, Paris, Imp. Gillé fils, 1804-1809.

### Sources et bibliographie
- Joseph François Michaud, Louis Gabriel Michaud, Biographie universelle, ancienne et moderne, t. 42, Paris, Michaud frères, 1854, p. 493-4 Biographie universelle, ancienne et moderne.
- Joseph-Marie Quérard, La France littéraire : ou Dictionnaire bibliographique des savants, historiens et gens de lettres de la France, ainsi que des littérateurs étrangers qui ont écrit en français, plus particulièrement pendant les XVIIIe et XIXe siècles, t. 4, Firmin Didot, 1827, 646 p., p. 630-2.
- Alphonse Rabbe, Claude-Augustin Vieilh de Boisjolin, Biographie universelle et portative des contemporains, t. iii, Paris, Chez l’éditeur, 1836, p. 191.